# 서울 오픈 챌린저
서울 오픈 챌리저(Seoul Open Challenger)는 야외 하드 코트에서 진행되는 프로 테니스 대회이다. 2014에 대한민국 서울특별시에 처음으로 개최되었다.